# Montertelot

Montertelot este o comună în departamentul Morbihan, Franța. În 1 ianuarie 2022 avea o populație de 370 de locuitori.